# Unterseeboot UB-63
Pour les autres navires du même nom, voir Unterseeboot 63.
L'Unterseeboot UB-63 est un sous-marin (U-Boot) allemand de type UB III utilisé par la Kaiserliche Marine pendant la Première Guerre mondiale. Il a été mis en service dans la marine impériale allemande le 23 juillet 1917.
L'UB-63 a été coulé le 28 janvier 1918 par les navires de guerre britanniques HMS W.S. Bailey et HMS Fort George à 56° 10′ N, 2° 00′ E avec des grenades anti-sous-marines. Les 33 membres d’équipage ont péri dans l’attaque.

## Conception
Comme tous les sous-marins de type UB III, l'UB-63 avait un déplacement de 508 tonnes en surface et de 639 tonnes en immersion. Ses moteurs lui permettaient de naviguer à 13,3 nœuds (24,6 km/h) en surface et à 8 nœuds (15 km/h) en immersion. Il avait une autonomie de 8420 milles marins (15590 km) à sa vitesse de croisière. L'UB-63 transportait 10 torpilles et était armé d’un canon de pont de 8,8 cm. L'UB-63 avait un équipage pouvant compter jusqu’à 3 officiers et 31 hommes. 

## Carrière
L'UB-63 a été commandé par le GIN le 20 mai 1916. Il a été construit par AG Vulcan à Hambourg. Après un peu moins d’un an de construction, il a été lancé à Hambourg le 26 mai 1917. L'UB-63 a été mis en service plus tard la même année.

## Affectations
- IIe flottille : du 4 au 30 septembre 1917
- V Flottille : du 30 septembre 1917 au 28 janvier 1918

## Commandants
- Kapitänleutnant Rudolf Gebeschus[4] : du 23 juillet 1917 au 28 janvier 1918

## Navires coulés
| Date              | Nom       | Nationalité    | Tonnage | Destin.             |
| ----------------- | --------- | -------------- | ------- | ------------------- |
| 15 septembre 1917 | Santaren  | United Kingdom | 4256    | Sunk                |
| 3 novembre 1917   | Haelen    | Belgique       | 3290    | Capturé comme prise |
| 8 novembre 1917   | Lindhardt | Danemark       | 225     | Coulé               |
| 15 novembre 1917  | Stargard  | Norvège        | 1,113   | Endommagé           |